# Chen Cheng
Chen Cheng,  född den 4 januari 1897 i Qingtian, död den 5 mars 1965 i Taipei, var en kinesisk militär och nationalistisk politiker. Han var befälhavare i kinesiska inbördeskriget och i det andra kinesisk-japanska kriget och blev senare en betydelsefull politiker på Taiwan.
Chen utexaminerades från militärakademin i Baoding 1922 och började studera vid Militärhögskolan i Whampoa 1924, där bland annat Chiang Kai-shek var hans lärare. Han deltog i Nordfälttåget som officer i Nationella revolutionära armén.
Under det kinesiska inbördeskriget deltog han som befälhavare över den 18:e armén i operationerna mot den kinesiska Röda armén i Jiangxi. Hans upprepade angrepp bidrog till den kinesiska sovjetrepublikens upplösning, vilket tvingade kommunisterna att bege sig på den Långa marschen.
Under det andra kinesisk-japanska kriget deltog han i flera strider mot den kejserliga japanska armén, som slaget om Wuhan, slaget om Zaoyang-Yichang och striderna i västra Hubei. 1943 sändes han för att delta i kampanjen mot de japanska styrkorna för att öppna Burmavägen, där han deltog i den kinesiska expeditionsstyrkan.
1949 blev han utnämnd till guvernör på Taiwan och genomförde där en jordreform, vilken syftade till att göra kommunisternas jordfördelningspolitik mindre attraktiv. Sedan nationalisterna retirerat till ön i slutet av inbördeskriget utnämndes han till en rad viktiga poster i Republiken Kinas regering. Han var konseljpresident för det exekutiva rådet, dvs. premiärminister, åren 1950-1954 och 1958-1963, och var vice president från 1954 fram till sin död.
Chen var gift med Tan Xiang, dotter till politikern och krigsherren Tan Yankai. Deras son Chen Li-an utbildade sig till matematiker och försökte flera gånger bli vald till Taiwans president.